# Унана (река)
Унана — река на востоке полуострова Камчатка. Протекает по территории Елизовского района Камчатского края России. Впадает в озеро Кроноцкое.

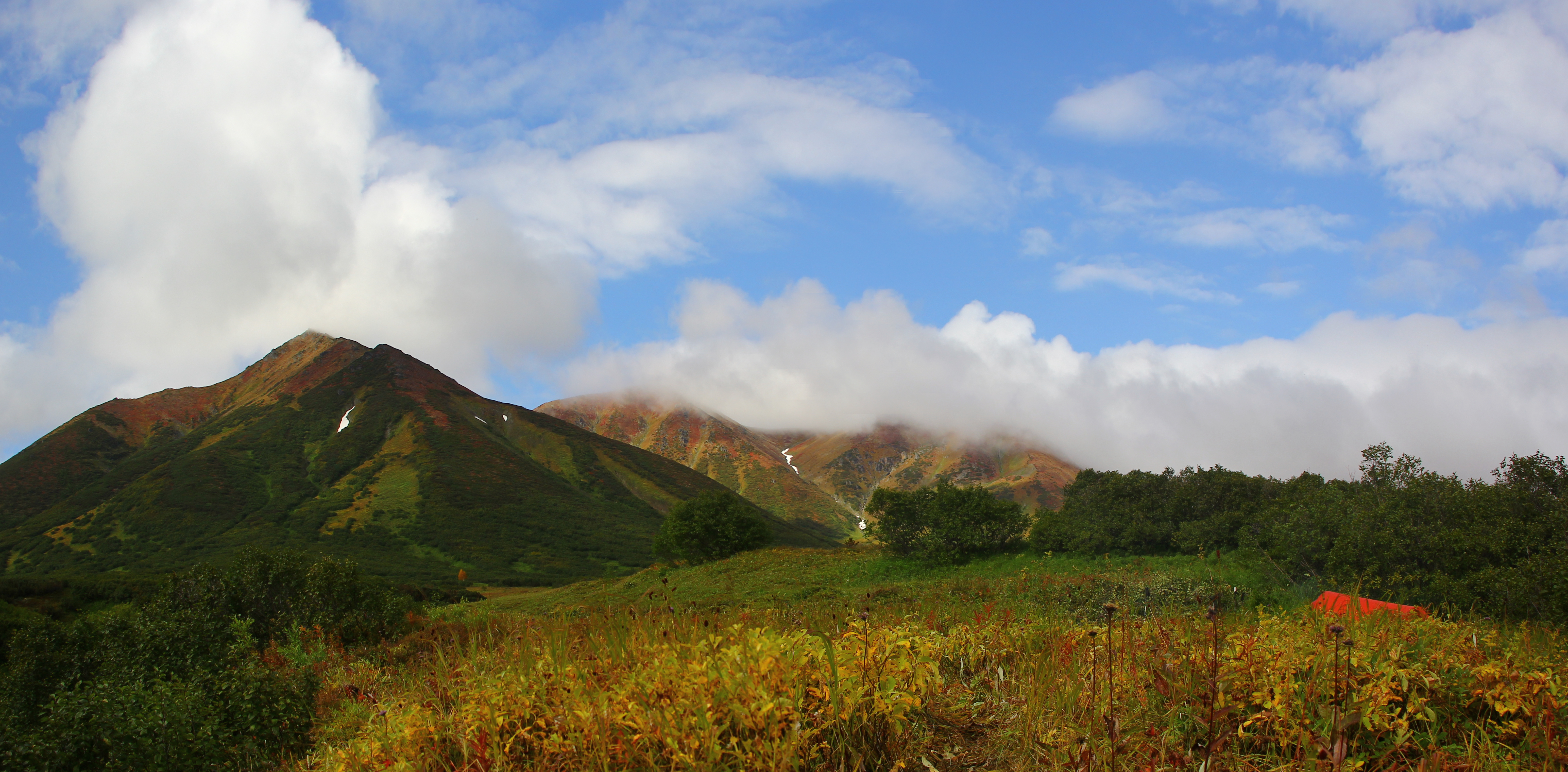
Склоны Валагинского хребта у истоков Унаны

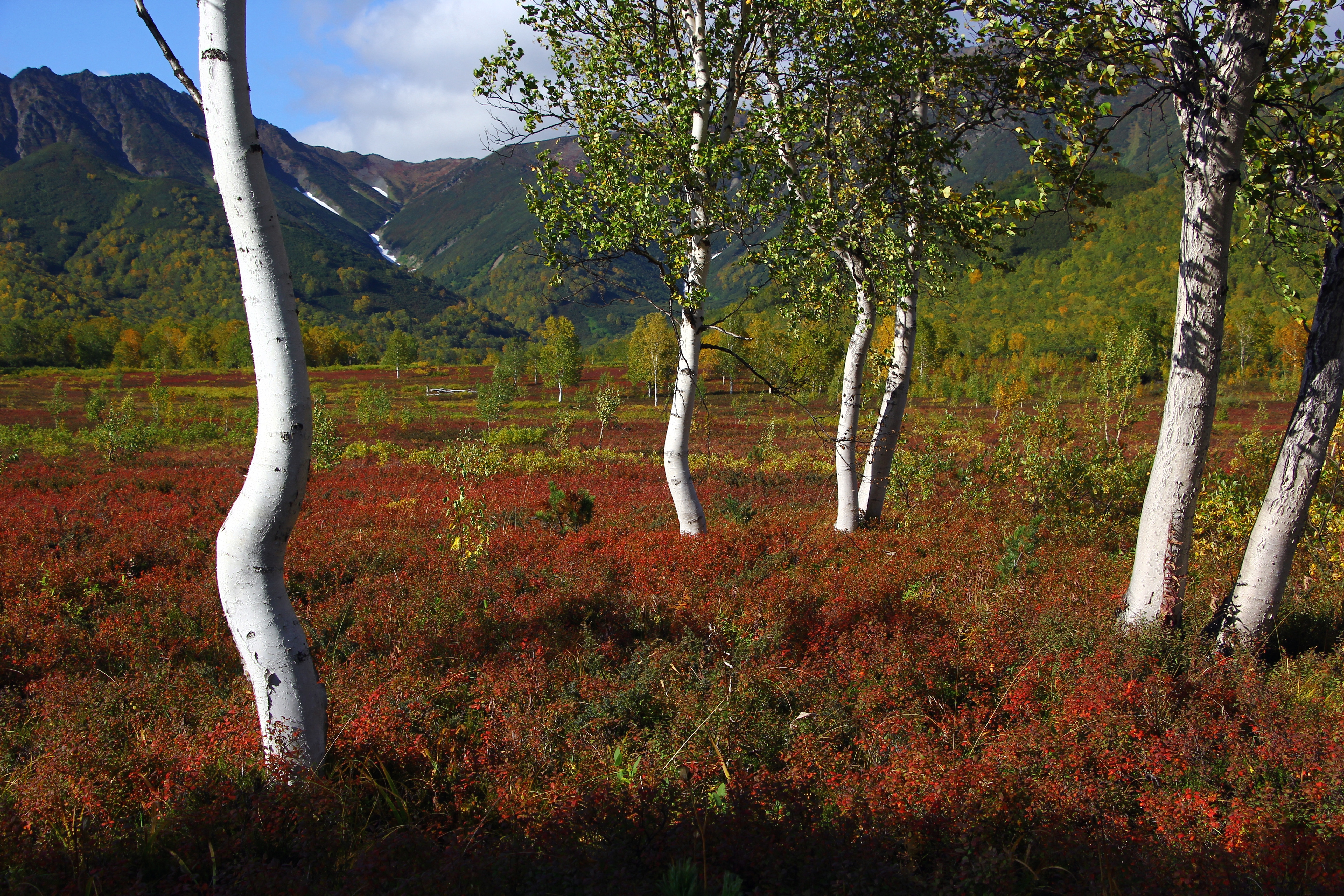
Берёзы на левом равнинном берегу Унаны

Кроноцкая сопка, вулкан Крашенинникова, Кихпиныч, Узон с левого равнинного берега реки Унана

Длина реки 36 км, площадь водосбора 544 км².
Берёт начало на восточном склоне Валагинского хребта у подножия одноимённого вулкана Унана. В верховье протекает в гористой местности в юго-восточном направлении, после выхода на равнину и впадения ручьёв Перевальная, Долинная и Зелёная значительно расширяется и меняет направление на северо-восточное. Впадает в залив Унана Кроноцкого озера. Ширина реки в низовьях — 60 метров.
Унана протекает по территории Кроноцкого заповедника в живописной местности.
В верхнем течении зажата скалами, порожиста. В верховьях реки в притоках нерестится эндемик Кроноцкого озера длинноголовый голец. После выхода реки на равнину на берегах растёт лиственничный лес. Представителями флоры являются гудайера ползучая, смородина печальная, рябина камчатская, черника, голубика, брусника. Представители фауны — белки, крупнозубые бурозубки, лоси, свиристели, дубоносы, ястребиные совы, кедровки и другие.

## Притоки
Река имеет множество притоков, среди которых основные (перечислены по порядку от устья к истоку):
- 13 км: Зелёная[5] (пр)
- 14 км: приток без названия[5] (лв)
- 15 км: Долинная[5](пр)
- 16 км: Перевальная[5](пр)

## Водный реестр
По данным государственного водного реестра России относится к Анадыро-Колымскому бассейновому округу. Код водного объекта — 19070000212120000020250.